# Asociación Deportiva Municipal Paraíso
L'Asociación Deportiva Municipal Paraíso è una società calcistica costaricana con sede nella città di Cartago. Milita nella Liga de Ascenso, la seconda divisione del campionato costaricano di calcio.

## Storia
Dopo 4 stagioni in seconda divisione, il Municipal Barquero cedette campo al Municipal Paraíso.
Il suo debutto si diede la domenica 10 ottobre 1993 nell'Estadio Quincho Barquero, i "paraiseños" sconfissero 3-0 il Mola de Pococí.
Il Municipal Paraíso non solo ha prodotto giocatori per il calcio nazionale come Paolo Jiménez del Brujas, ma anche per il calcio internazionale, esempio di ciò sono: Carlos Johnson dei New York Red Bulls, Roy Miller e Rándall Brenes che militano in Norvegia.

## Rosa 2008-2009
| N. |                       | Ruolo | Calciatore               |
| -- | --------------------- | ----- | ------------------------ |
|    | Costa Rica (bandiera) |       | Esteban Gerardo Barquero |
|    | Costa Rica (bandiera) |       | Jonathan Villalobos      |
|    | Costa Rica (bandiera) |       | Danny Madrigal           |
|    | Costa Rica (bandiera) |       | Normas Villalta          |
|    | Costa Rica (bandiera) |       | Emerson Madrigal         |
|    | Costa Rica (bandiera) |       | Desman Valladares        |
|    | Costa Rica (bandiera) |       | Armando Arce             |
|    | Costa Rica (bandiera) |       | Ronny Chávez             |
|    | Costa Rica (bandiera) |       | Diego Hernández          |
|    | Costa Rica (bandiera) |       | Andrey Mora              |
|    | Argentina (bandiera)  |       | Matias Eduardo Recio     |
|    | Costa Rica (bandiera) |       | Michael Fernández        |
|    | Costa Rica (bandiera) |       | Jeffry Solano            |

| N. |                       | Ruolo | Calciatore            |
| -- | --------------------- | ----- | --------------------- |
|    | Costa Rica (bandiera) |       | Marcelo Godinez       |
|    | Costa Rica (bandiera) |       | Etienne Monge         |
|    | Costa Rica (bandiera) |       | Dinny Moya            |
|    | Costa Rica (bandiera) |       | Juan Bernardo Aguilar |
|    | Costa Rica (bandiera) |       | Fabricio Miranda      |
|    | Costa Rica (bandiera) |       | José Pablo Quintana   |
|    | Costa Rica (bandiera) |       | Alejandro Calvo       |
|    | Colombia (bandiera)   |       | Oscar Drada           |
|    | Costa Rica (bandiera) |       | Jairo Fernando Solano |
|    | Costa Rica (bandiera) |       | Maico Granados        |
|    | Costa Rica (bandiera) |       | Alexander Abarca      |
|    | Costa Rica (bandiera) |       | Rodolfo Alvarez       |